# Буддійське мистецтво
Буддійське мистецтво — історична течія в мистецтві, яка виникла в Індії після життя Сіддгартхи Ґаутами в VI–V століттях до н. е. В результаті контактів з різними азійськими культурами, буддійське мистецтво еволюціонувало і поширилося по всій Азії.
Буддійське мистецтво йшло слідом за поширенням і адаптацією дгарми, розвиваючись у кожній новій буддійській країні. Його північна гілка отримала розвиток у Центральній і Східній Азії, в той час як південна гілка процвітала в Південно-Східній Азії. В Індії буддійське мистецтво розвивалося і процвітало до X століття, встигнувши зробити вплив на формування індуїстського мистецтва, і зникнувши, коли буддизм був практично знищений у себе на батьківщині внаслідок вторгнення мусульман і посилення позицій індуїзму.

## Давньобуддійський (аніконічний) період (V–Iст. до н.е.)

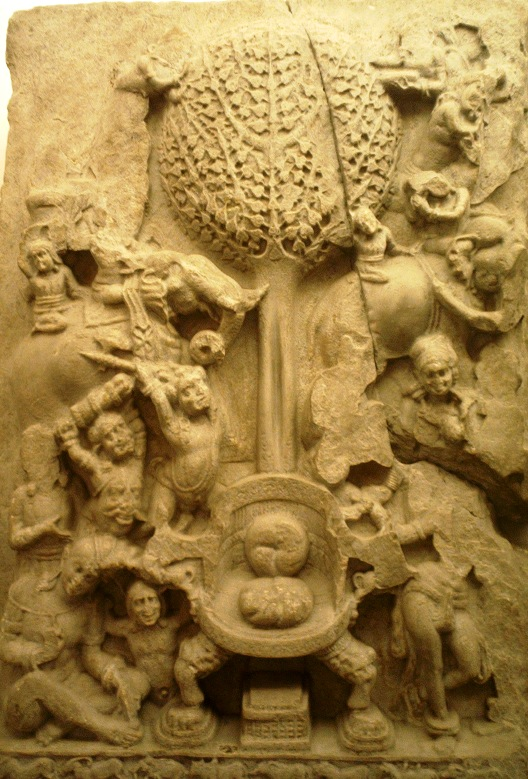
Аніконістична репрезентація нападу Мари на Будду, представленого порожнім троном, II ст., Амараваті (Індія)

Протягом II та I століть до н. е. скульптура стала більш явною, що ілюструє епізоди з життя і вчення Будди. Ці ілюстрації прийняли форму декоративних композицій у вигляді горизонтальної смуги або фризів, як правило тих, що прикрашали ступи. Хоча Індія мала багату скульптурну та іконографічну традиції, Будда ніколи не був зображений в людській формі, а тільки з допомогою буддійської символіки.
Цей період буддійського мистецтва називається аніконістичним і виражений небажанням до антропоморфних уявлень Будди і складним розвитком аніконістичних символів, що дозволяють уникнути подання Будди як людини (навіть коли на сцені присутні інші людські фігури). Ця тенденція збереглася до кінця II століття н. е. у південній частині Індії, в мистецтві школи Амараваті. Стверджується, що антропоморфні зображення Будди, можливо, були зроблені з дерева і не збереглися до наших днів. Тим не менш, археологічних доказів цього не знайдено.
Найбільш ранні твори буддійського мистецтва в Індії датується I століттям до н. е. Це Храм Махабодхі в Бодхгаї, що став зразком для аналогічних споруд в Бірмі та Індонезії, а фрески на плато Сігірія, можливо, навіть старше малюнків в Аджанті.

## Іконічний період (I століття н.е.— по теперішній час)
Антропоморфні зображення Будди почали з'являтися з I століття в Північній Індії. Головними центрами буддійського мистецтва на початку нашої ери були Гандхара в сучасній провінції Хайбер-Пахтунхва в Пакистані, область Матхура в центральній частині Північної Індії і Амараваті на південному сході Індії, в штаті Андхра-Прадеш.
Мистецтво Гандхари зросло внаслідок вікової взаємодії з грецькою культурою. Через завоювання Північно-Західних князівств Індії Олександром Великим у 332 році до н. е. і наступного створення Греко-Бактрії та Індо-грецького царства з'являється Греко-буддійське мистецтво. Буддійська скульптура Гандхари являє грецький художній вплив: школа скульптури Гандхари перейняла у елліністичної скульптури такі елементи як хвилясте волосся, драпірування, що покривають обидва плеча, туфлі і сандалі, прикраси листям аканта і т. д.
Мистецтво Матхура, як правило, базується на старій індійській традиції. Школа Матхура винайшла такі елементи буддійської скульптури: покриття лівого плеча тонкою манірною накидкою, колесо в долоні, лотосовий трон і т. д.
Школи Матхура і Гандхари також сильно впливали один на одного. Під час свого художнього розквіту в двох регіонах вони навіть об'єдналися політично під правлінням кушан, причому і Матхура, і Гандхара були столицями імперії. Досі залишається предметом дискусій про те, чи є антропоморфне зображення Будди по суті результатом еволюції буддійського мистецтва Матхура або наслідком грецького культурного впливу в Гандхарі в ході греко-буддійського синкретизму.

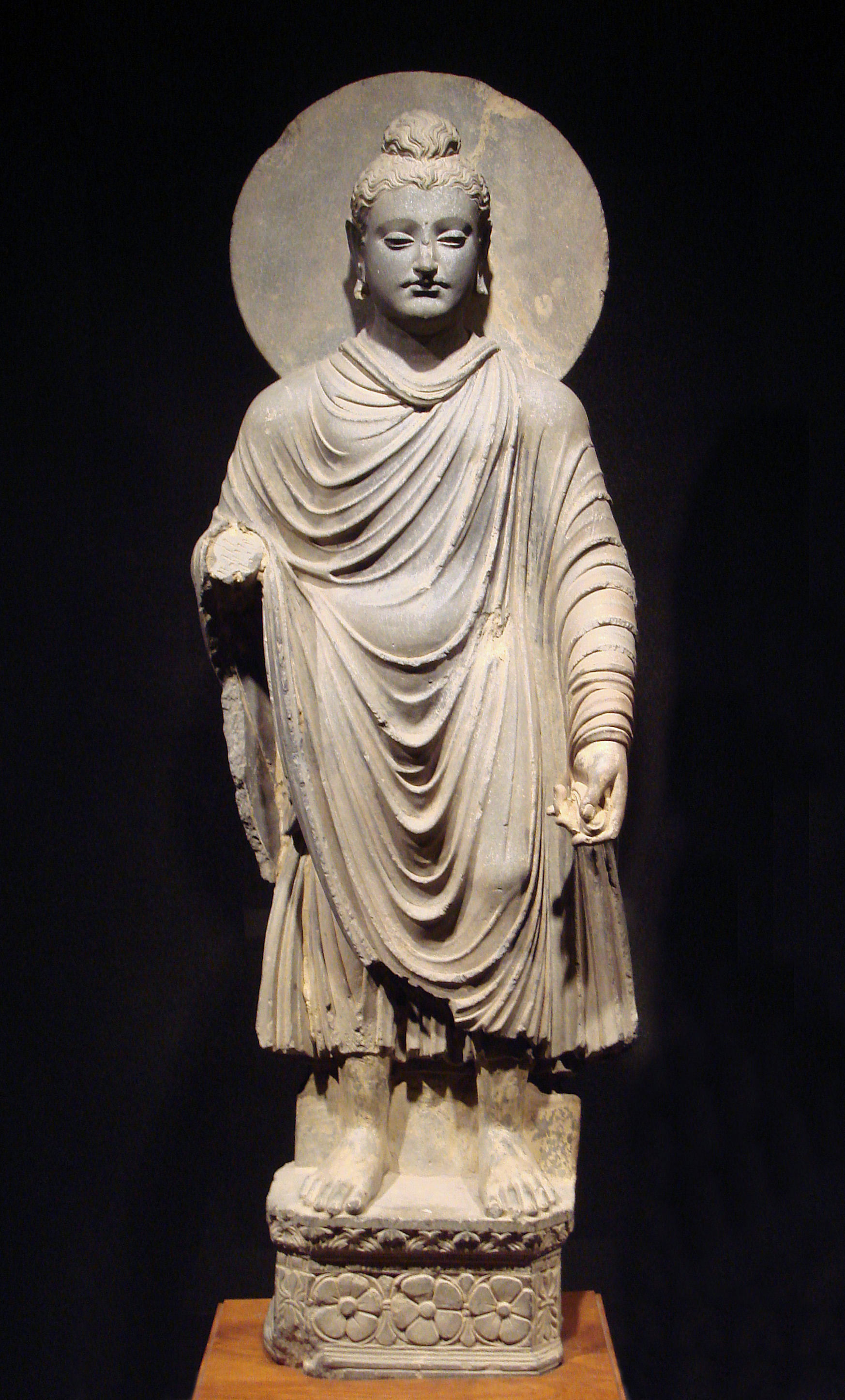
Статуя Будди з Гандхари, яскравий приклад греко-буддійського мистецтва, I століття н. е.

Иконічне мистецтво спочатку було характеризовано реалістичним ідеалізмом, що поєднує реалістичні людські риси, пропорції і атрибути, разом з почуттям досконалості і спокою, характерного божественному. Це зображення Будди одночасно в якості і людини, і досконалого стало іконографічним каноном для подальшого буддійського мистецтва.
Цікаво відзначити, що тема Будди широко використовується в таких видах мистецтва як скульптура, живопис і література, але не в музиці і танці.
Буддійське мистецтво продовжувало розвиватися в Індії протягом кількох століть. В часи Імперії Гупта (IV–VI століття) в Матхурі створювалися скульптури з рожевого пісковика, що відрізнялися особливо тонким, вишуканим художнім виконанням. Мистецтво гуптської школи було надзвичайно впливовим майже у всій Азії.
У X столітті буддійське мистецтво в Індії припиняє існування разом з буддійським вченням. В кінці XII століття нашої ери буддизм в Індії зберігся тільки в гімалайських регіонах, таких як Ладакх. Ці області, завдяки географічному розташуванню, перебували в постійному контакті з Тибетом і Китаєм; наприклад, мистецтво і традиції Ладакха несуть на собі печатку тибетського впливу.
Разом з поширенням буддизму за межами Індії, починаючи з I століття нашої ери, його оригінальний художній почерк починає змішуватися з іншими художніми традиціями, що призвело до сильної відмінності між буддійським мистецтвом країн, які прийняли буддизм.
- Північна гілка з'явилася в I столітті н. е. і представлена Центральною Азією, Непалом, Тибетом, Бутаном, Китаєм, Кореєю, Японією і В'єтнамом, в яких переважає буддизм Махаяни.
- Південна гілка представлена країнами, де домінував буддизм Хінаяни (М'янма, Шрі-Ланка, Таїланд, Камбоджа, Лаос).